# Предметное сознание
Предметное сознание — отражение объективного реально существующего мира в субъектах. Предметное сознание может возникать в процессе роста у ребёнка, но также может возникать в процессе целенаправленной трудовой деятельности. В ежедневной жизни переход к предметному сознанию возникает у человека в результате пробуждения, или перехода ото сна к реальности, когда грёзы превращаются в реальные материальные предметы.